# Elizabeth R. Cantwell
lizabeth R. Cantwell (1955. május 26. –) amerikai gépészmérnök, kutató. 2023 és 2025 között a Utahi Állami Egyetem, 2025-től pedig a Washingtoni Állami Egyetem rektora.

## Tanulmányai
1976-ban a Chicagói Egyetemen viselkedéstudományi BA-, 1992-ben a UC Berkeley-n gépészmérnöki PhD-, 2003-ban pedig a Pennsylvaniai Egyetemen pénzügyi-vállalkozói MBA-fokozatot szerzett.

## Pályafutása
A Livermore-i Lawrence Országos Laboratórium gazdaságfejlesztési igazgatójaként a védelmi minisztérium kutatási projektjein dolgozott. 2015 és 2019 között az Arizonai Állami Egyetem munkatársa, egy időben pedig az Arizonai Egyetem repülőmérnöki oktatója és innovációs igazgatóhelyettese volt; egyben tizenkét intézményért (például Biosphere 2 és Arizonai Állami Múzeum) felelt. 2023. május 19-én a Utahi Állami Egyetem, 2025. április 1-jén pedig a Washingtoni Állami Egyetem rektorává nevezték ki.
2025 áprilisában a Salt Lake Tribune feltárta, hogy a Utahi Állami Egyetemen 661 800 dollárt költött járművekre, a campustól 84 kilométer távolságra fekvő lakásra, utazásokra és bútorokra (köztük egy 750 dolláros bidére, egy 28 ezer dolláros golfautóra, valamint egy háromezer dolláros székre; a berendezésre összesen 184 400 dollárt költött). Az összeg magasabb volt, mint a fizetése, valamint ekkoriban az állam az egyetem költségvetését 12,6 millió dollárral csökkentette, és az intézmény kérte munkatársait, hogy önként mondjanak fel; később létszámleépítést terveztek.

## Díjai és kitüntetései
2019-ben az Amerikai Tudományfejlesztési Egyesület tagjává választották, 2022-ben pedig elnyerte Arizona kormányzójának innovációs díját.

## Fordítás
- Ez a szócikk részben vagy egészben  az   Elizabeth R. Cantwell című angol Wikipédia-szócikk ezen változatának fordításán alapul.  Az eredeti cikk szerkesztőit annak laptörténete sorolja fel. Ez a jelzés csupán a megfogalmazás eredetét és a szerzői jogokat jelzi, nem szolgál a cikkben szereplő információk forrásmegjelöléseként.